# Notopygus flavicornis
Notopygus flavicornis är en stekelart som beskrevs av Holmgren 1857. I den svenska databasen Dyntaxa används istället namnet Homaspis flavicornis. Enligt Catalogue of Life ingår Notopygus flavicornis i släktet Notopygus och familjen brokparasitsteklar, men enligt Dyntaxa är tillhörigheten istället släktet Homaspis och familjen brokparasitsteklar. Arten är reproducerande i Sverige. Inga underarter finns listade i Catalogue of Life.